# Zone de protection marine de Tarium Niryutait
La zone de protection marine de Tarium Niryutait (anglais : Tarium Niryutait Marine Protected Area) est une zone de protection marine du Canada située dans les Territoires du Nord-Ouest à l'embouchure du fleuve Mackenzie sur la mer de Beaufort. Cette aire protégée de 1 750 km2 a pour but de protéger une population de Béluga. Elle a été créée le 25 août 2010.

## Géographie
La zone de protection marine est divisée en trois secteurs: Niaqunnaq (1 041,82 km2), Okeevik (243,18 km2) et Kittigaryuit (464,56 km2). Ils sont tous les trois située à l'embouchure du fleuve Mackenzie. Le secteur d'Okeevik est adjacent au refuge d'oiseaux de l'Île-Kendall.

## Faune
Tarium Niryutait a pour but de protéger l'un des plus importants groupes de béluga au monde.